# Betty Brown
Betty Brown (1892 – Victorville, 24 novembre 1975) è stata un'attrice statunitense del cinema muto. Talvolta usò anche il nome Betty Browne.

## Biografia
Nata nel 1892 a Nyack-on-the-Hudson, esordì come protagonista in un cortometraggio del 1913 prodotto dalla Nestor Film Company, passando poi alla Essanay, dove rimase a lavorare negli anni seguenti, spesso come partner di Wallace Beery, all'epoca uno dei nomi di punta della compagnia di Chicago. 
Nella sua carriera, Betty Brown prese parte a una cinquantina di pellicole, quasi tutte mute. Dal 1930 al 1938, recitò in quattro film sonori. Nel primo di questi, Let's Elope!, si esibì - non accreditata - in un numero musicale cantando Wouldn't It Be Wonderful.

## Filmografia
La filmografia - basata su IMDb - è completa. Quando manca il nome del regista, questo non viene riportato nei titoli
- The Greater Love - cortometraggio (1913)
- Rescuing Dave - cortometraggio (1913)
- Mr. Rhye Reforms - cortometraggio (1913)
- Day by Day - cortometraggio (1913)
- The Stigma - cortometraggio (1913)
- Sweedie Springs a Surprise (1914)
- The Devil's Signature, regia di Harry McRae Webster (1914)
- Sweedie Learns to Swim (1914)
- Rivalry and War (1914)
- The Fable of Aggie and the Aggravated Attacks (1914)
- Their Cheap Vacation (1914)
- Sweedie and Her Dog (1915)
- Two Hearts That Beat as Ten (1915)
- The Fable of the Syndicate Lover (1915)
- The Ambition of the Baron (1915)
- The Victor (1915)
- Sweedie's Hopeless Love (1915)
- A Couple of Side-Order Fables (1915)
- Father's New Maid (1915)
- Mr. Buttles, regia di Joseph Byron Totten (1915)
- When the Fates Spin (1915)
- Sweedie Learns to Ride (1915)
- The Little Straw Wife, regia di Joseph Byron Totten (1915)
- Manners and the Man, regia di Joseph Byron Totten (1915)
- Sweedie's Finish (1915)
- The Blindness of Virtue, regia di Joseph Byron Totten (1915)
- The Call of the Sea, regia di Joseph Byron Totten (1915)
- The Village Homestead, regia di Joseph Byron Totten (1915)
- The Lighthouse by the Sea, regia di Joseph Byron Totten (1915)
- On the Private Wire (1915)
- Politeness Pays (1916)
- The Discard, regia di Lawrence Windom (1916)
- The Lightbearer (1916)
- The Little Shepherd of Bargain Row, regia di Fred E. Wright (1916)
- That Sort, regia di Charles Brabin (1916)
- The Greater Obligation (1916)
- One Good Turn, regia di Al Christie (1917)
- There Goes the Bride, regia di Roy Clements (1918)
- What Women Want, regia di George Archainbaud (1920)
- Hell's Oasis, regia di Neal Hart (1920)
- When Knighthood Was in Flower, regia di Robert G. Vignola (1922)
- Officer Number Thirteen, regia di Edward Ludwig (1925)
- Davy Crockett at the Fall of the Alamo, regia di Robert N. Bradbury (1926)
- El indio Yaqui, regia di Guillermo Calles (1927)
- The Rejuvenation of Aunt Mary, regia di Erle C. Kenton (1927)
- A Blonde for a Night, regia di E. Mason Hopper e F. McGrew Willis (1928)
- Let's Elope!, regia di Edmund Joseph (1930)
- Music Is Magic, regia di George Marshall (1935)
- La canzone di Magnolia, regia di James Whale (1936)
- Il segreto del giurato (The Jury's Secret), regia di Edward Sloman (1938)

## Spettacoli teatrali
- Ziegfeld Follies of 1917, regia di Ned Wayburn (New Amsterdam Theatre, 12 giugno 1917)